# Drozd kvíčala
Drozd kvíčala (Turdus pilaris) je středně velký zpěvný pták z čeledi drozdovití. Jako méně správný a zastaralý byl používán též název kvíčala obecná. Je to společenský pták žijící v početných hejnech. Při tazích se sdružuje do ohromných, několikasetčlenných skupin, často ve společnosti drozda cvrčaly (T. iliacus).

## Popis
- Délka těla: 24–27 cm
- Rozpětí křídel: 39–43 cm
- Hmotnost: 80–140 g

Drozd kvíčala je pěvec velký asi jako kos černý, se štíhlým tělem, poměrně dlouhým ocasem a tenkým zašpičatělým zobákem. Dospělý pták má černý ocas, hnědá křídla, boky a hrdlo s černými šípovitými skvrnami, bílé břicho, šedý zátylek a hlavu s bílým pruhem nad okem. Zobák je žlutý, končetiny hnědožluté. Samec i samice jsou zbarveni stejně. Ve střední Evropě se jedná mezi drozdy o naprosto nezaměnitelný druh.

## Hlas
Často se ozývá drsným a hlasitým, v rychlém sledu křičeným „gag šak šak šak“. Zpěv je tvořen ze švitořivých, drnčivých a hvízdavých tónů. Podle příručky Myslivosť z roku 1884 se Kvíčaly prý ozávají „stále nepříjemným hlasem, znějícím podobně hláskám "šaša, šak" anebo "ratatatérr".“

## Rozšíření
Drozd kvíčala se vyskytuje v severní, střední a východní Evropě a v Asii od Rýnu až po severní Sibiř. Během 2. poloviny 20. století se dostal také do západní Evropy a na Britské ostrovy. Drozd kvíčala je převážně tažný druh, na zimu migruje do jižní a západní Evropy, Malé Asie a do Indie. V Evropě žije v současné době zhruba 28–48 000 000 jedinců.

## Výskyt v Česku
V České republice hojně hnízdí, protahuje i migruje. Počet hnízdících párů je odhadován na 400 000–800 000, počet zimujících ptáků na jeden až dva miliony jedinců.
Žije v lesících, sadech, parcích a na loukách.

## Hnízdění

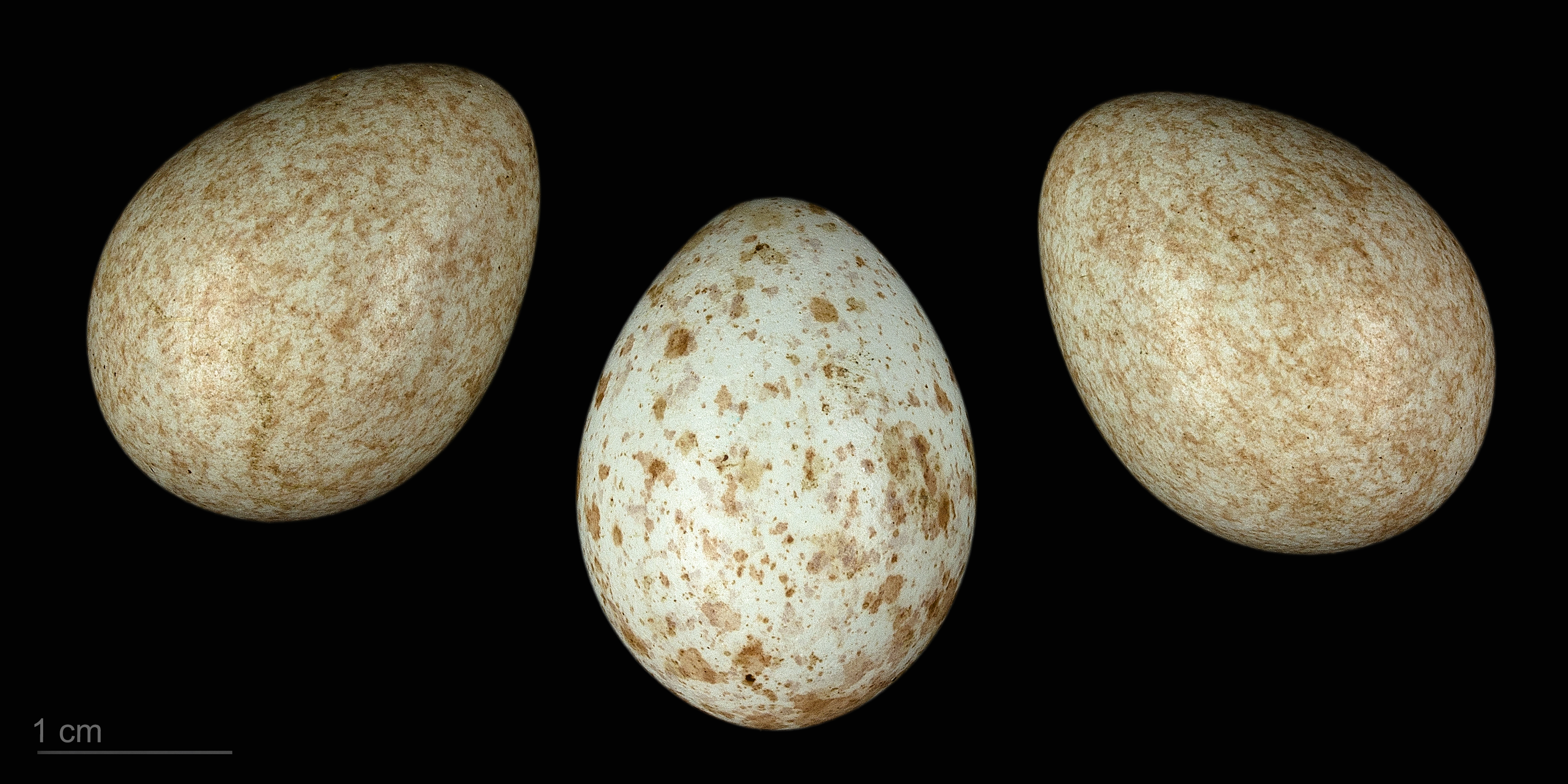
Turdus pilaris

Většinou hnízdí v koloniích čítajících maximálně padesát párů. Ročně mívá jednu nebo dvě snůšky po 5–6 nažloutlých vejcích o velikosti 29 × 21 mm. První snůšku klade během dubna, druhou na přelomu května a června.

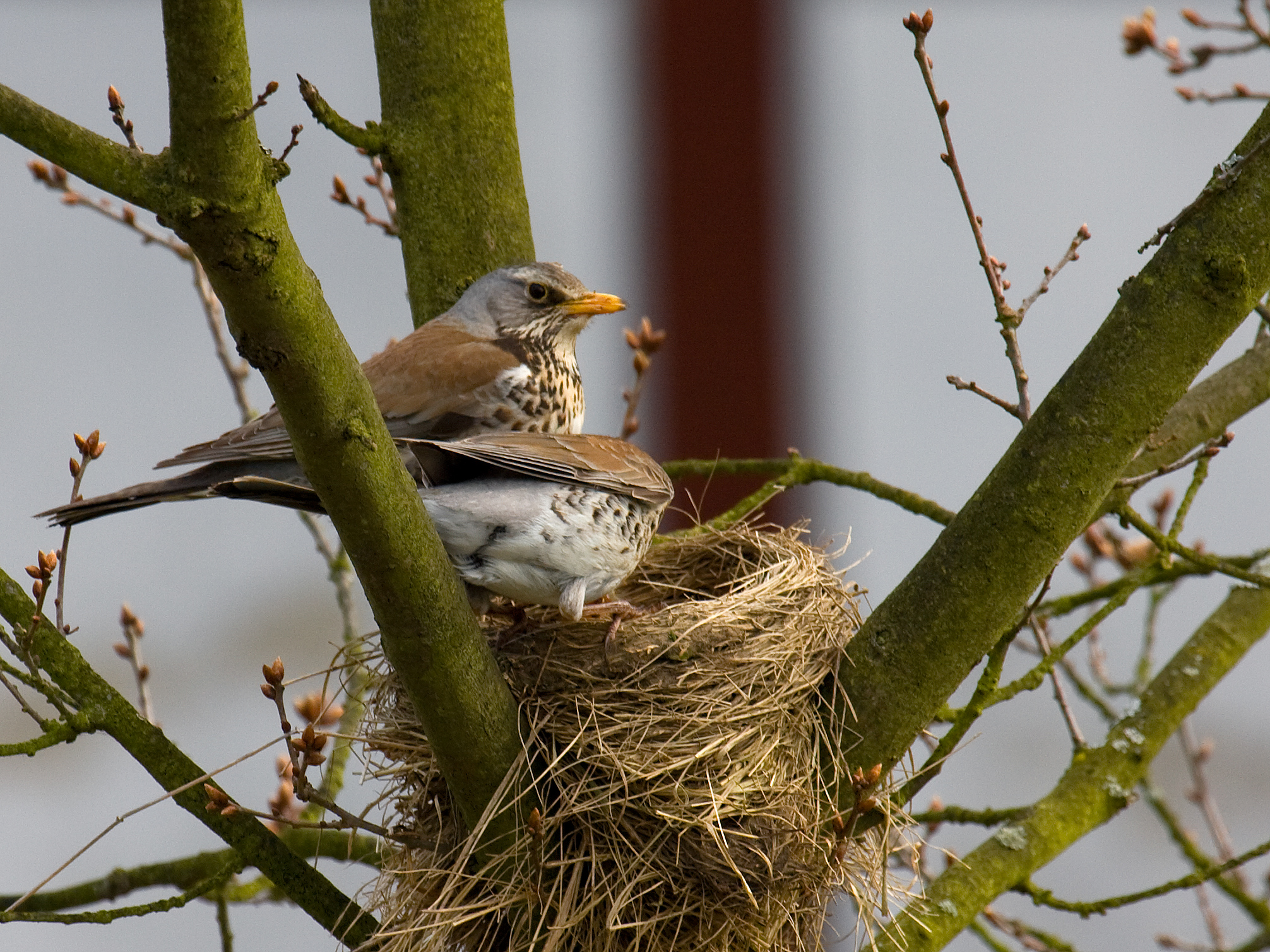
Pár kvíčal na hnízdě

V rozsoše větví listnatých stromů si staví ve výšce od 4 do 7 m od země hnízdo z větviček a travin vystlané částmi rostlin. Na vejcích sedí po dobu 12–14 dní pouze samice. Samec se zapojuje až do výchovy mláďat, která opouštějí hnízdo zhruba po dvou týdnech života, ale ještě několik dnů poté jsou dokrmována.

## Potrava
Přes léto vyhledává především drobný hmyz a žížaly. V zimě, kdy je o tuto potravu nouze, se živí bobulemi. Při objevení možného zdroje potravy v zimě (spadaná jablka, bobule ptačího zobu aj.) je kvíčala poměrně agresivní vůči ptákům své velikosti, tzn. jiné drozdy a kosy nepouští ke krmení a naopak je pronásleduje a zahání.

## Využití
Kvíčaly se (podle kuchařky vydané v Praze roku 1904) dříve pekly a sloužily jako pokrm (kvíčaly à la polonaise, kvíčaly nadívané pečené, kvíčaly s lanýži apod.) kuchařka M. D. Rettigové (1912) uvádí pečené kvíčaly s kompotom a salátem.